# Nur Dhabitah Sabri
Nur Dhabitah Sabri (Kuala Lumpur, 12 de julho de 1999) é uma saltadora malaia, especialista no trampolim.

## Carreira

### Rio 2016
Sabri representou seu país nos Jogos Olímpicos de Verão de 2016, na qual ficou em quinto no trampolim sincronizado com Cheong Jun Hoong.